# بيت شميت (لاعب كرة قدم أمريكية)
بيت شميت (بالإنجليزية: Pete Schmitt)‏ هو لاعب كرة قدم أمريكية أمريكي، ولد في 14 أكتوبر 1984 في ماديسون في الولايات المتحدة.